# Cistrières
Cistrières település Franciaországban, Haute-Loire megyében. Lakosainak száma 128 fő (2022. január 1.). Cistrières Berbezit, La Chapelle-Geneste, Connangles, Laval-sur-Doulon, Saint-Didier-sur-Doulon és Saint-Alyre-d’Arlanc községekkel határos.

## Népesség
A település népességének változása:
| Lakosok száma | 312  | 202  | 160  | 141  | 140  | 142  | 140  | 134  | 132  | 128  |
|               | 1968 | 1982 | 1990 | 2006 | 2013 | 2015 | 2017 | 2019 | 2020 | 2022 |